# Skriftlav
Skriftlav (Graphis scripta) är en lav som först beskrevs av Carl von Linné, och fick sitt nu gällande namn av Erik Acharius. Skriftlav ingår i släktet Graphis, och familjen Graphidaceae. Arten är reproducerande i Sverige.

## Bilder

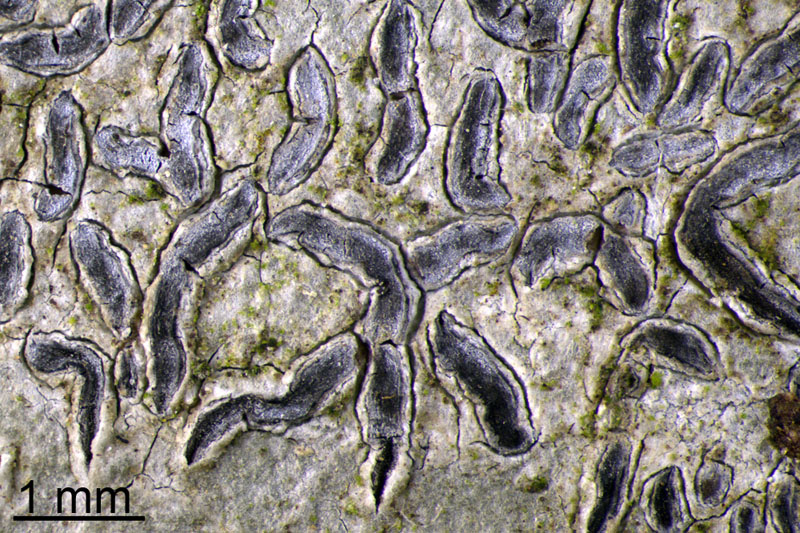
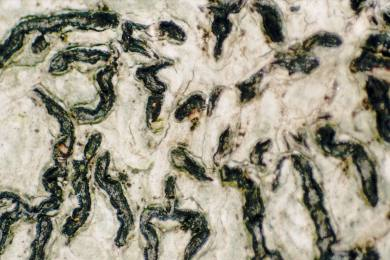